# Alfred de Rauch

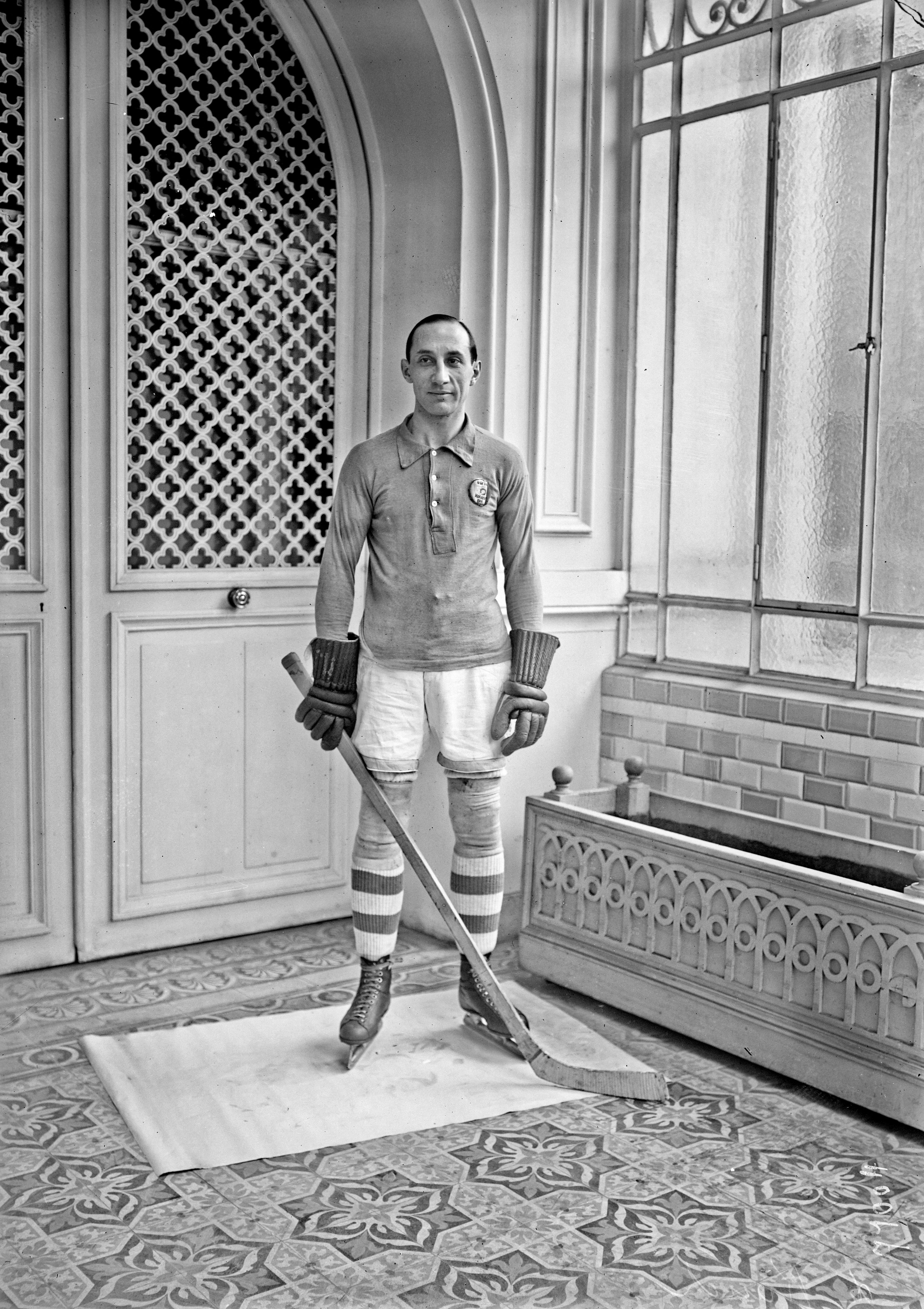
Alfred de Rauch år 1922.

Alfred Jean Nicolas de Rauch, född 1 juni 1887 i Warszawa i Ryssland (nuvarande Polen), död 20 juli 1948 i Paris, var en fransk ishockeyspelare. Han kom på delad femte plats i två olympiska spel Antwerpen 1920 och Chamonix 1924 samt på delad åttonde plats i Sankt Moritz 1928.